# Береника (Расин)
«Береника» (фр. Bérénice) — трагедия в пяти актах французского драматурга Жана Расина, впервые поставленная на сцене в 1670 году.

## Сюжет
Антиох стоит перед дверями в покои царицы Береники. Он любил свою бывшую невесту на протяжении пяти лет и старался подавить любовные чувства. Теперь, когда умер отец Тита Веспасиан и все говорят, что близится свадьба Береники и Тита, Антиох не может оставаться в Риме и хочет навсегда уехать. Беренике жаль терять верного друга, но она понимает, что не может давать ему ложную надежду. Антиох готовится к отплытию.
В это время Тит советуется со своим наперсником Паулином. Он знает, что Рим никогда не одобрит брак императора с женщиной не римского рода и, более того, которая является царицей чужеземной страны. Тит, мучаясь сомнениями, вспоминает Юлия Цезаря:
Сам Юлий... своей женой назвать египтянку не смог... Он млел у ног её, покуда, разъярясь, Рим... смертью праведной не покарал обоих.
Долг велит Титу расстаться с Береникой. Он вызывает её к себе в покои, но не может собраться с духом и выдавить хоть слово. Береника уходит, недоумевая, и пытается вспомнить, чем могла обидеть любимого. Она решает, что Тита мучает ревность, так как он узнал о недавнем признании Антиоха в любви.
Тит просит Антиоха самому рассказать обо всём Беренике и увезти её в Иудею. Антиох начинает надеяться, что на востоке она, возможно взглянет на него благосклоннее. Но Береника в глубоком отчаянии запрещает Антиоху к себе приближаться.

Тит приходит к Беренике сам. Долгое и мучительное объяснение приводит к тому, что Береника решает покончить с собой. Император приказывает, чтобы за ней всегда следили слуги. Он сам себе противен за то, что мучит любимую, и в конце концов решает, что женится, а римляне стерпят нарушение закона. Тит клянется Беренике, что если она убьёт себя, то и он последует за ней. Антиох, которого потребовал позвать Тит, также мучается, как и сам император. Береника пристыжена: 
Не надо так страдать — я этого не стою,
Не стоит наша страсть взаимная того,
Чтоб мир, который чтит тебя как божество
И ждет от цезаря великого свершенья,
Из-за неё, увы, лишился утешенья
.
Она добровольно соглашается оставить возлюбленного.

## Восприятие и значение
Всего через неделю после премьеры «Береники» состоялась первая постановка трагедии Пьера Корнеля «Тит и Береника». Литературоведы в связи с этим пишут о соперничестве двух главных трагиков Франции, в котором победил Расин: его пьеса имела намного больший успех.